# Qian Xuesen
Qian Xuesen (ur. 11 grudnia 1911 w Hangzhou, zm. 31 października 2009 w Pekinie) – chiński inżynier i naukowiec w dziedzinie aeronautyki i astronautyki, twórca chińskiego programu kosmicznego. 
Miał znaczący wkład w rozwój techniki rakietowej i naddźwiękowej Stanów Zjednoczonych (współtwórca Jet Propulsion Laboratory, pomysłodawca promu kosmicznego). Padł ofiarą antykomunistycznej nagonki w USA. W 1955 roku opuścił Stany Zjednoczone. Oficjalnym powodem wydalenia było zatajenie w formularzu wizowym przynależności do organizacji komunistycznej. Według niepotwierdzonych informacji został wymieniony przez rząd USA za jedenastu amerykańskich pilotów wziętych do niewoli podczas wojny koreańskiej. Po powrocie do ojczyzny został szefem 5. Akademii Badawczej przy Ministerstwie Obrony i dyrektorem tworzonego od podstaw programu balistycznego.

## Życie w Chinach
Qian Xuesen urodził się w Hangzhou, stolicy prowincji Zhejiang, 180 km na południowy zachód od Szanghaju. Hangzhou opuścił w wieku trzech lat, gdy ojciec otrzymał posadę w Ministerstwie Edukacji w Pekinie. Dyplom inżyniera (budowy lokomotyw) uzyskał na Szanghajskim Uniwersytecie Jiao Tong. Rok po studiach, w 1935, przyznano mu stypendium powstania bokserów. 15 sierpnia 1935 opuścił Chiny, aby studiować w Stanach Zjednoczonych.

## Kariera w USA
Przez pierwszy rok studiował w prestiżowym Massachusetts Institute of Technology (MIT). Doktorat uzyskał w 1939 w California Institute of Technology (Caltech), gdzie studia rozpoczął 1 września 1936. Był podopiecznym i zaufanym Theodore’a von Kármána. Qian Xuesen szybko stał się cenionym specjalistą w dziedzinie rakietnictwa i lotów z dużymi prędkościami.
Od 1 czerwca 1937 wraz z Frankiem Maliną, Johnem Parsonsem, Weldem Arnoldem rozpoczął badania w Cal Tech Rocket Research Project utworzonym przez Kármána. Grupa ta była zalążkiem słynnego Jet Propulsion Laboratory – kolebki amerykańskiego programu kosmicznego. Podjął też współpracę z założoną wówczas firmą Aerojet Corporation, z którą skonstruował wiele rakiet sondażowych i pierwszą amerykańską aerodynę startującą dzięki silnikowi rakietowemu.

### Pozyskanie tajemnicy V2
W wieku 36 lat jest niekwestionowanym geniuszem, którego prace nadały niebywały impuls do rozwoju aerodynamiki wysokich prędkości i napędu rakietowego

W 1943 roku Amerykanie dowiedzieli się od brytyjskich sojuszników o nowych broniach rakietowych Hitlera. Siły Powietrzne USA przedstawiły von Kármánowi zdjęcia niemieckich instalacji i zamówiły u niego raport. Kármán wyznaczył do pomocy swoich najzdolniejszych studentów: Qian Xuesena i Franka Malinę. W trójkę podjęli się zbudowania takich samych pocisków. Wojsko zgodziło się na projekt i oddało badaczom do dyspozycji kwotę trzech milionów dolarów (dzięki tym funduszom powstało Jet Propulsion Laboratory (JPL, Laboratorium Napędu Odrzutowego). Mimo że Qian Xuesen nie miał obywatelstwa (starał się o nie dopiero w 1949), otrzymał wszelkie certyfikaty dostępu do tajemnic wojskowych. Dzięki rekomendacjom m.in. Theodore’a von Kármána Departament Obrony USA uznał go za osobę kluczową dla rozwoju techniki wojskowej. Został naukowym doradcą Sił Powietrznych USA oraz uczestnikiem Operacji Lusty – próby zdobycia tajemnic broni rakietowych Hitlera, w tym rakiet V2. Wojsko przyznało mu tymczasowo stopień pułkownika i stanowisko doradcy. 
W ramach operacji Lusty USA pozyskały dokumentację, sprzęt i kontakty z naukowcami zaangażowanymi w budowę broni rakietowych dla III Rzeszy. 5 maja 1945 w Kochl Qian Xuesen przesłuchiwał Wernhera von Brauna i innych inżynierów budujących V2. Von Braun przygotował dla niego raport (Przegląd niemieckich osiągnięć w dziedzinie rakiet na paliwo ciekłe i ich dalsze możliwości), który był dla Amerykanów podstawą rozwoju własnego przemysłu rakietowego i astronautycznego. Rudolph Hermann ujawnił nawet, że w swoich pracach w Niemczech korzystał z publikacji naukowych Qiana Xuesena. Jego teorię dotyczącą lotów ponaddźwiękowych pomyślnie przetestowali w tunelach aerodynamicznych – niedostępnych wówczas w USA. Łącznie pozyskano w Niemczech trzy miliony stron dokumentacji technicznej (ok. 1500 ton). Qian Xuesen badał w Niemczech koncepty samolotów Messerschmitt Me 262 i Messerschmitt Me 163. Zwieńczeniem jego pobytu w Niemczech było opracowanie 800-stronicowej pracy Jet Propulsion (napęd odrzutowy). Praca była utajniona, tylko do dyspozycji armii USA.

### Wyjazd do Chin
W 1947 roku, w związku ze śmiercią matki, Qian Xuesen wyjechał na trzy miesiące do Szanghaju. Spotykał się z ojcem, poznał Jiang Ying, sławną chińską sopranistkę operową, córkę jednego z wojskowych doradców Czang Kaj-szeka, z którą wkrótce się ożenił (miał z nią dwójkę dzieci). W 1949 roku zaczął starać się o amerykańskie obywatelstwo. Na te lata przypada też szczyt jego amerykańskiej kariery. Miał propozycje pracy od wielu uczelni. Odmówił profesury na MIT i trzech innych uniwersytetach. Przyjął profesurę Caltechu i tam kontynuował pracę. 

### Propozycja wahadłowców
W 1949 Qian Xuesen zaproponował wykorzystanie skrzydlatego pocisku rakietowego, opartego na V2, do transportu ludzi. 22-tonowy pocisk miał transportować dziesięciu pasażerów na odległość 5000 km (trasa Los Angeles – Nowy Jork) w ciągu 45 minut. Po pionowym starcie następowałoby 60-sekundowe rozpędzanie rakiety do prędkości 14 740 km/h, osiąganej na wysokości 160 km. Lądowanie odbywałoby się długim lotem ślizgowym z wysokości 43 km. Prędkość lądowania miała wynosić 240 km/h. Jego praca teoretyczna stała się podstawą programu Dynasoar, który ewoluował później do postaci wahadłowców kosmicznych.
Qian Xuesen eksperymentował też z jądrowym napędem rakietowym.

### Wydalenie z USA
Wychowano mnie tak, że jak jesteś gościem, nie możesz obrazić twojego gospodarza. Jestem gościem w tym kraju, niechcianym gościem, więc wracam

Na początku lat 50., w związku z akcją antykomunistyczną prowadzoną przez komisję McCarty’ego, Qian Xuesen padł ofiarą zarówno amerykańskiego antykomunizmu, jak i chińskiego nacjonalizmu. Na kilka tygodni przed wybuchem wojny koreańskiej, 6 czerwca 1950, odwiedziło go FBI. Podobnie jak inni chińscy naukowcy w USA, zaczął otrzymywać od rodziny listy ostrzegające, że czekają go prześladowania, jeśli natychmiast nie powróci do ojczyzny.
Qian Xuesen został oskarżony o działalność wywrotową i przynależność w latach 30. do partii komunistycznej. Miał jakoby brać udział w imprezach organizowanych przez lewicującego profesora Caltechu, Sidneya Weinbauma. Policja uznała je za tajne zgromadzenia partii komunistycznej. Obecność naukowca na nieoryginalnej liście członków wystarczyło jako dowód, podczas gdy osoby znające Qian Xuesena mówiły, że z Weinbaumem łączyło go zamiłowanie do muzyki poważnej.
Dwa tygodnie po pierwszej wizycie FBI Qian Xuesen zdeklarował chęć powrotu do Chin. Do takiej decyzji przyczyniły się duma, honor i udział w poniżających przesłuchaniach. Jednak FBI i władze USA nie chciały, by osoba o takiej wiedzy opuściła kraj, więc pod zarzutem przynależności do organizacji wywrotowej trafił do aresztu. Po dwóch tygodniach wyszedł za kaucją, ale FBI cofnęło jego wizę oraz wszelkie przepustki i dostęp do tajemnic wojskowych. Uniemożliwiło to dalszą pracą zawodową. Przez 5 lat miał areszt domowy i był przedmiotem sporu między Urzędem Imigracyjnym a FBI. Pierwszy uważał go za nielegalnego imigranta i żądał jego wydalenia, a dla drugiego był potencjalnym zdrajcą, który nie powinien opuszczać kraju. Mimo starań jego amerykańskich kolegów-naukowców, osobistego wstawiennictwa Kármána i rektora Caltechu (uczelnia wynajęła też dla niego adwokata, Granta Coopera), w 1955 Qian Xuesen został ostatecznie deportowany. Po pięciu latach FBI uznało, że posiadane przez niego tajemnice nie są już tak istotne.

17 września 1955 roku Qian Xuesen opuścił USA parowcem SS "President Cleveland" płynącym z Los Angeles do Hongkongu. Prawdopodobne jest, że podczas rozmów pokojowych w Genewie USA wymieniły go za jedenastu amerykańskich pilotów pojmanych w czasie konfliktu koreańskiego. Oficjalnym powodem jego wydalenia było kłamstwo w formularzu wizowym przy pytaniu, czy kiedykolwiek należał do organizacji dążącej do obalenia siłą rządu Stanów Zjednoczonych. Jego ostatnimi słowami na amerykańskim lądzie miały być: "Nigdy tu nie wrócę, nie mam do czego".
Wyjazd Qian Xuesena Cooper skomentował słowami:

To, że rząd pozwolił temu geniuszowi, naukowemu geniuszowi, zostać odesłanym do komunistycznych Chin, które skorzystają z jego umysłu, jest jedną z tragedii tego stulecia dla Stanów Zjednoczonych

## Kariera w Chinach
Natychmiast po powrocie do Chin został poproszony o kontynuowanie prac dla Chin. Qian Xuesen nie odmówił, mimo że oznaczało to budowę od podstaw kadry naukowej i inżynierskiej, budowę nowej gałęzi metalurgii, przemysłu maszynowego i elektronicznego, a przede wszystkim rozpoczęcie pewnych badań od zera. Starał się także wdrożyć poznane w USA systemy planowania i organizacji pracy. 
5 stycznia 1956 został mianowany dyrektorem nowo powstałego w Pekinie Instytutu Mechaniki. O skromnych początkach może świadczyć to, że miał do dyspozycji jeden suwak logarytmiczny i jeden telefon. Jego zastępcą został Guo Yonghuai, który również zdobył doktorat w Caltech w 1946. Dyrektorem zarządzającym został Xu Guozhi, analityk którego Qian Xuesen poznał na statku do Chin.
17 lutego tego samego roku Qian przedstawił rządzącym plan rozwoju i budowy pocisków balistycznych: Plan ustanowienia przemysłu lotniczego na rzecz obrony kraju. Projekt zakładał powołanie ośrodka do prac nad aeronautyką i rakietnictwem. Dwa tygodnie później rząd ustanowił 12-letni plan rozwoju chińskiego przemysłu aeronautycznego. Pomoc zadeklarował ZSRR (trwała ona do 1960, do poważnego kryzysu na linii Moskwa-Pekin).
Ministerstwo Obrony Narodowej Chin powołało 26 maja swoją 5. Akademię, która zajmowała się wyłącznie rakietami balistycznymi. 8 października jej szefem został Qian Xuesen. Akademia mieściła się w kompleksie szpitalno-sanatoryjnym. Pierwszymi pracownikami było stu absolwentów liceów i dwustu absolwentów uczelni wyższych. Qian Xuesen wykładał rakietnictwo, a Zhuang Fenggan – aerodynamikę.
13 września 1956 Rosjanie sprzedali Chinom dwa pociski R-1. Dostarczone w grudniu tego samego roku okazały się kopiami niemieckich V2. Miesiąc później, 15 października, Sowieci podpisali nową umowę o współpracy. Mieli dostarczyć specjalistów i wykładowców, prototypy bomb jądrowych, dwa pociski R-2 (ulepszoną V-2) i jej dokumentację techniczną. Rakiety zostały dostarczone do 5. Akademii koleją, w tajemnicy, nocą. 
W styczniu 1958 ruszył Projekt 581 – program budowy pierwszego chińskiego sztucznego satelity. Pomimo wielkich ambicji szybka budowa satelity i odpowiedniej rakiety nośnej nie powiodła się. Pierwszy chiński satelita trafił na orbitę dopiero w 1970 roku, w ramach projektu 651. Rozpoczęto go w styczniu 1965. Qian Xuesen zapowiedział wtedy, że dokona tego właśnie w 1970 lub 1971 roku.
W 1962 zaprezentował – podobne do amerykańskiego PERT (Program Evaluation and Review Technique) – komputerowe narzędzie do zarządzania projektami aeronautycznymi. 

### Propozycja lotów załogowych
W 1968 Qian Xuesen założył ośrodek medycyny kosmicznej, w ramach przygotowań do lotów załogowych. W 1972 powstały człony rakietowe FB-1 i rakiety CZ-2. W 1974 wyniesiono pierwsze satelity wywiadowcze FSW, które były już na tyle duże, że potencjalnie mogły zmieścić jednego astronautę.
Pod koniec lat 70. zaproponował skrzydlaty załogowy statek kosmiczny. Przypominał on zaniechany 15 lat wcześniej przez Amerykanów statek Dynasoar.
Wkrótce, w lutym 1978, szef chińskiej agencji kosmicznej Ren Xinmin publicznie oświadczył, że Chiny pracują nad statkiem załogowym i stacją kosmiczną.

### Poparcie i oddanie reżimowi
Qian przez lata miał poparcie chińskich decydentów dla programu kosmicznego. Prawdopodobnie dlatego, że był oddanym komunistą popierającym każdą decyzję rewolucyjnych rządów (rewolucja kulturalna w 1968, masakrę na placu Tian’anmen w 1989). Sam zadenuncjował nawet dawnego kolegę, Qiana Weichanga, 17 lipca 1957.
Jego artykuł w Kexue Dazhong z 1 czerwca 1958 roku, o nowych metodach i procesie uprawy, skłonił Mao Zedonga do tzw. wielkiego skoku. W wyniku tej kampanii gospodarczej z głodu zmarło od 20 do 40 milionów Chińczyków. Dwa miesiące później kongres ludowy wybrał go gubernatorem prowincji Guangdong. W grudniu 1958 wstąpił w szeregi partii komunistycznej.
Sześciokrotnie spotykał się z przewodniczącym Mao, którego bezpośrednio informował o pracach naukowców (pierwszy raz 6 lutego 1964). 
W 1966 sam zaproponował wzbogacenie rakiet balistycznych DF-5 o środki przeciwdziałania radioelektronicznego, aby pociski mogły zmylić amerykańską obronę przeciwrakietową.
W 1966 w czasie rewolucji kulturalnej, został pomówiony przez kadrę własnej placówki o szerzenie nazistowskiej propagandy. Powiązanie z Lin Biao i oskarżenia współpracowników spowodowały, że 23 stycznia 1967 Mao zwolnił go ze stanowiska. Przez jakiś czas pracował jako zwykły robotnik. Dzięki wsparciu innych polityków, po publicznym złożeniu samokrytyki i zadeklarowaniu poparcia dla przywódcy, został mianowany wiceministrem.
W październiku 1991 otrzymał najwyższe odznaczenie państwowe dla naukowców. Było to jednocześnie oficjalne zakończenie kariery zawodowej Qiana. W 2001 roku obchodzono jego 90. urodziny.
Przerwany w 1980 roku ze względów finansowych program załogowych lotów kosmicznych został wznowiony w 1992 roku. Do 2008 roku Chińczycy wykonali trzy załogowe loty kosmiczne, jeden połączony ze spacerem w przestrzeni kosmicznej.

### Kontakt z Zachodem
Po powrocie do Chin Qian Xuesen zerwał kontakty z amerykańskimi współpracownikami. Nie odebrał nagrody dla wybitnych absolwentów (ang. Distinguished Alumni Award) przyznanej mu przez Caltech w 1979. Rok później nie zgodził się na spotkanie z Haroldem Brownem, sekretarzem obrony USA (byłym szefem Caltech), który złożył wizytę w Pekinie. 
Jedyny wyjątek uczynił dla Franka Marble i jego żony Ory Lee. Byli jego przyjaciółmi w USA. Żegnali go, gdy odpływał z Los Angeles w 1955. W 1981 zostali zaproszeni przez Chińską Akademię Nauk i tam spotkali się z Qian Xuesenem. Później wizytowali go jeszcze dwukrotnie. Z relacji małżeństwa wynika, że nie władał już płynnie angielskim, unikał rozmów o przeszłości i nie wspominał nic o swojej pracy w Chinach.

### Schyłek życia
Od pewnego czasu Qian Xuesen na stałe, najpewniej aż do śmierci, przebywał w luksusowym rządowym szpitalu w Pekinie. Tam też oglądał telewizyjną transmisję z pierwszego chińskiego spaceru kosmicznego. Wraz z dwoma dziennikarzami pisał swoją autobiografię. Przynajmniej raz do roku był odwiedzany przez premiera Chin. W Chinach jest uważany za bohatera narodowego:
Redaktor chińskiego "Science Times" powiedział o nim:

To u nas wielka figura. Jest absolutnie... ekstremalnie sławny. Jest symbolem naszej militarnej i politycznej niezależności od Zachodu, bo dał nam siłę, pierwsze rakiety balistyczne, satelity, statki kosmiczne.

Państwowa chińska telewizja zaliczyła go do 11 najbardziej utalentowanych Chińczyków. Przy Xi’an Jiaotong University działa biblioteka jego imienia, posiadająca większość jego prac naukowych.
Jego dorobek naukowy został doceniony również poza Chinami. Jego nazwiskiem nazwano planetoidę odkrytą w 1980 ((3763) Qianxuesen). W 2008 magazyn Aviation Week and Space Technology nadał mu tytuł osobowości roku, za znaczący wpływ dla rozwoju awiacji, a jeden ze statków kosmicznych w książce 2010: Odyseja kosmiczna Arthura C. Clarke’a nosi jego imię.
Qian Xuesen został skremowany 6 listopada 2009 roku, po uroczystej ceremonii pożegnalnej na pekińskim cmentarzu Babaoshan. Wzięło w niej udział około 10 000 ludzi, w tym przedstawiciele najwyższych władz Chińskiej Republiki Ludowej, przewodniczący ChRL Hu Jintao, i były przewodniczący Jiang Zemin.

## Publikacje naukowe
- Tsien HS, Two-dimensional subsonic flow of compressible fluids, Aeronaut. Sci. 1939
- Von Karman T, Tsien HS, The buckling of thin cylindrical shells under axial compression, J Aeronaut Sci 1941
- Tsien HS, Symmetrical Joukowsky Airfoils in shear flow, Q. Appl. Math. 1943
- Tsien HS, On the Design of the Contraction Cone for a Wind Tunnel, J. Aeronaut. Sci., 10, 68-70, 1943
- Von Karman, T. and Tsien HS, Lifting- line Theory for a Wing in Nonuniform Flow, Quarterly of Applied Mathematics, Vol. 3, 1945
- Tsien HS, Similarity laws of hypersonic flows, J. Math. Phys. 25, 247-251, (1946)
- Tsien HS, The transfer functions of rocket nozzles, J. Am. Rocket Soc, 1952
- Tsien HS, Rockets and Other Thermal Jets Using Nuclear Energy, The Science and Engineering of Nuclear Power, Addison-Wesley Vol.11, 1949
- Tsien HS, Take-Off from Satellite Orbit, Journal of the American. Rocket Society, Vol. 23, No. 4, 1953
- Tsien HS, The Poincaré-Lighthill-Kuo Method, Advances in Appl. Mech., 1956
- Tsien HS, The equations of gas dynamics, 1958
- Tsien HS, Rockets and Other Thermal Jets Using Nuclear Energy, The Science and Engineering of Nuclear Power, Addison-Wesley

### Monografie
- Engineering Cybernetics，Tsien, H.S. McGraw Hill, 1954
- Tsien, H.S. Technische Kybernetik. Übersetzt von Dr. H. Kaltenecker. Berliner Union Stuttgart 1957
- ТЕХНИЧЕСКАЯ　КИБЕРНЕТИКА
- Hydrodynamic manuscript facimile, Jiatong University Press, 2007 ISBN 978-7-313-04199-9